# Balabac
Balabac ist eine philippinische Insel (englisch Balabac Island) und Stadtgemeinde in der Provinz Palawan. Sie hat 40.142 Einwohner (Zensus 1. August 2015). In der Gemeinde befindet sich ein Campus der Palawan State University. Bei der gleichnamigen Insel wurde 1993 das Schiffswrack von Pandanan entdeckt.

## Geographie
Die Insel misst in Nord-Süd-Richtung ungefähr 30 km, in Ost-West 12 km.
Zur Gemeinde gehören neben der Hauptinsel Balabac weitere Inseln im Nordosten: Bancalan, Bugsuk, Pandanan und Mantangule, sowie im Norden, nur durch einen schmalen Meeresarm getrennt, Ramos, eine kreisförmige Insel von beinahe 6 km Durchmesser.
10 km im Osten liegt die kleine Insel Lumbucan, die eine dreieckige Form hat, wobei die längste Seite weniger als 2 km lang ist. Neben Lumbucan erstreckt sich der Lumbucan-Kanal.
Der Ligas Point an der Westküste markiert den westlichsten Punkt der Philippinen.
Im Süden der Insel gibt es einen Leuchtturm und eine Station der philippinischen Küstenwache. 
Jenseits der Balabacstraße beginnt Malaysia.

## Fauna und Flora
Das seltene Palawan-Bartschwein lebt auf Balabac. Ebenso der Balabac-Kantschil.

## Verwaltungsgliederung
1957 wurde Balabac von einem Gemeindedistrikt zu einer Gemeinde erhoben.
Die Gemeinde ist in 20 Baranggays unterteilt.
- Agutayan
- Bugsuk (New Cagayancillo)
- Bancalaan
- Indalawan
- Catagupan
- Malaking Ilog
- Mangsee
- Melville
- Pandanan
- Pasig
- Rabor
- Ramos
- Salang
- Sebaring
- Poblacion I
- Poblacion II
- Poblacion III
- Poblacion IV
- Poblacion V
- Poblacion VI

Anmerkung: Población (spanisch für Population) bezeichnet auf den Philippinen mehrere im Zentrum einer Stadtgemeinde liegende Barangays.